# Internationaal Verdrag inzake economische, sociale en culturele rechten
Het Internationaal Verdrag inzake economische, sociale en culturele rechten (International Covenant on Economic, Social and Cultural Rights, ICESCR) is een verdrag van de Verenigde Naties, gebaseerd op het oprichtingsverdrag van de Verenigde Naties (Handvest van de Verenigde Naties) en op de Universele Verklaring van de Rechten van de Mens. Het kwam tot stand op 19 december 1966 en werd van kracht op 3 januari 1976, na ratificatie door 35 lidstaten. Als afkorting zijn IVESCR, ESOCUL of  ECOSOC gebruikelijk naast het Engelse ICESCR. 
Het verdrag verplicht deelnemende partijen om te werken aan de toekenning van economische, sociale en culturele rechten aan gebieden zonder zelfbestuur en trustgebieden en individuen, inclusief arbeidsrechten en het recht op gezondheid, het recht op onderwijs en het recht op een adequate levensstandaard. 
Het IVESCR en het bijbehorende facultatieve protocol maken deel uit van wat de International Bill of Human Rights wordt genoemd, samen met de Universele Verklaring van de Rechten van de Mens (UVRM) en het Internationaal Verdrag inzake burgerrechten en politieke rechten (IVBPR). 
Bijna alle landen ter wereld ondertekenden het verdrag, maar (nog) niet alle landen ratificeerden, waaronder de Verenigde Staten. Suriname ratificeerde het op 28 december 1976; Nederland ondertekende op 25 juni 1969 en ratificeerde op 11 december 1978; België ondertekende op 10 december 1968, maar keurde het pas goed bij Wet van 15 mei 1981 en ratificeerde op 21 april 1983. Veel landen, ook België en Nederland, formuleerden een voorbehoud of een interpreterende verklaring bij welbepaalde artikelen. Ook China heeft dit verdrag geratificeerd, in tegenstelling tot het Internationaal Verdrag inzake Burgerrechten en Politieke Rechten.
Per juli 2020 telt het Convenant 171 partijen. Nog eens vier landen hebben het Verdrag ondertekend maar niet geratificeerd.
De controle op de uitvoering van het Verdrag ligt bij het VN-comité voor economische, sociale en culturele rechten.

## Beschermde rechten
Het Verdrag volgt de structuur van de UVRM en het IVBPR, met een preambule en 31 artikelen, verdeeld in vijf delen.
Deel I (artikel 1) erkent het recht van alle volken op zelfbeschikking, met inbegrip van het recht om in alle vrijheid hun politieke status te bepalen en vrijelijk hun economische, sociale en culturele ontwikkeling na te streven. Het erkent een negatief recht van een volk dat zijn bestaansmiddelen niet mogen worden ontnomen. Het legt een verplichting op aan de partijen om de verwezenlijking van het zelfbeschikkingsrecht te bevorderen en dit recht te eerbiedigen overeenkomstig de bepalingen van het Handvest, met inbegrip van de staten die verantwoordelijk zijn voor het beheer van gebieden zonder zelfbestuur en van trustgebieden.
Deel II (artikelen 2-5) legt het principe van een geleidelijke maar bestendige uitvoering vast "ten einde met alle passende middelen, inzonderheid de invoering van wettelijke maatregelen, steeds nader tot een algehele verwezenlijking van de in dit Verdrag erkende rechten te komen." (art. 2 lid 1)
Het vereist dat de rechten worden erkend "zonder discriminatie van welke aard ook, wat betreft ras, huidskleur, geslacht, taal, godsdienst, politieke of andere overtuiging, nationale of maatschappelijke afkomst, eigendom, geboorte of andere status" (art. 3). De rechten kunnen alleen bij nationale wetgeving worden beperkt, op een wijze die verenigbaar is met de aard van de rechten uit het verdrag, en uitsluitend met het oog op "het bevorderen van het algemeen welzijn in een democratische samenleving".
Deel III (artikelen 6-15) somt de rechten op. Deze omvatten het recht op arbeid en om te werken onder "rechtvaardige en gunstige omstandigheden", het recht om vakbonden op te richten en zich daarbij aan te sluiten (art. 6 - 8); het recht op sociale zekerheid, met inbegrip van sociale verzekeringen (art. 9); het recht op gezinsleven, met inbegrip van betaald ouderschapsverlof en de bescherming van kinderen (art. 10); het recht op een adequate levensstandaard, met inbegrip van voldoende voedsel, kleding en huisvesting en de "voortdurende verbetering van de levensomstandigheden" (art. 11); gezondheid, met name "het hoogst haalbare niveau van lichamelijke en geestelijke gezondheid" (art. 12); het recht op vrije toegang tot onderwijs en vrije schoolkeuze, met inbegrip van gratis universeel basisonderwijs, algemeen beschikbaar secundair onderwijs en voor iedereen gelijk toegankelijk hoger onderwijs. Dit moet gericht zijn op "de volledige ontwikkeling van de menselijke persoonlijkheid en het gevoel van zijn waardigheid" en alle personen in staat stellen effectief deel te nemen aan de samenleving (art. 13, 14); recht op deelname aan het culturele leven en de wetenschap (art. 15).
Aangezien dit verdrag vooral positieve rechten bevat, dat wil zeggen dat het rechten zijn die maatregelen vereisen van een staat, zijn veel van de bovengenoemde rechten aangevuld met specifieke voorschriften voor de actie die moet worden ondernomen om de rechten te verwezenlijken. De in dit verdrag genoemde positieve economische, sociale en culturele rechten gaan over het algemeen verder in wat bijvoorbeeld aan investeringen wordt gevraagd, dan de burgerrechten en politieke rechten uit het zusterverdrag, wat negatieve rechten zijn, die in de eerste plaats vereisen dat een staat zich onthoud van inmenging.
Deel IV (artikelen 16-25) regelt de rapportage en monitoring van het verdrag en de stappen die de partijen hebben ondernomen om het uit te voeren. Het stelt het toezichthoudende orgaan – oorspronkelijk de Economische en Sociale Raad van de Verenigde Naties – nu het Comité voor economische, sociale en culturele rechten – zie hieronder – ook in staat om algemene aanbevelingen te doen aan de Algemene Vergadering van de VN over passende maatregelen om de rechten te verwezenlijken (art. 21)
Deel V (artikelen 26-31) regelt de bekrachtiging, inwerkingtreding en wijziging van het verdrag.

## Partijen

staten die partij zijn
staten die hebben ondertekend maar niet hebben geratificeerd
staten die niet ondertekend hebben